# Mk10 (魚雷)
Mk10はアメリカ合衆国で運用された魚雷。E・W・ブリス社とアメリカ海軍魚雷局(Naval Torpedo Station)が開発している。1915年よりアメリカ海軍に配備が開始され、1945年まで用いられている。R級潜水艦やS級潜水艦において主兵装として搭載された。対水上艦用の無誘導魚雷であり、アルコール・水併用の蒸気タービン推進であった。
この魚雷の後継として、Mk14魚雷が開発されたが、これは問題が多かったため、Mk10は第一次世界大戦のみならず第二次世界大戦の全期間を通じ、潜水艦隊で運用され続けた。